# Altamont (Utah)
Altamont város az USA Utah államában,  Duchesne megyében. Lakosainak száma 239 fő (2020. április 1.).

## Népesség
A település népességének változása:

| 2010 | 225 |
| 2020 | 239 |